# Мірослав Глінка
Мірослав Глінка (словац. Miroslav Hlinka; 30 або 31 серпня 1972 у м. Тренчин, Чехословаччина — 14 вересня 2014, м. Банська Бистриця, Словаччина) — словацький хокеїст, центральний нападник. До своєї смерті (самогубство) він працював помічником тренера в ХК «Банська Бистриця» у Словацькій Екстралізі.
Вихованець хокейної школи «Дукла» (Тренчин). Виступав за «Дукла» (Тренчин), «Спарта» (Прага), «Йокеріт» (Гельсінкі), «Слован» (Братислава), ХК «Карлови Вари», МоДо, «Динамо» (Москва), ХК «Злін», ХК «Жиліна», ХК «Пардубиці», ХК «Хомутов».
У складі національної збірної Чехії провів 9 матчів (2 голи). У складі національної збірної Словаччини провів 82 матчі (14 голів); учасник чемпіонатів світу 2000, 2001, 2002 2003, учасник Кубка світу 2004.
Чемпіон світу (2002), срібний призер (2000), бронзовий призер (2003). Чемпіон Чехословаччини (1992). Чемпіон Словаччини (1994, 2000), бронзовий призер (2011). Чемпіон Чехії (2004), срібний призер (2007), бронзовий призер (1996, 1997). Срібний призер чемпіонату Фінляндії (2000). Срібний призер чемпіонату Швеції (2002).
Батько Мирослава також Мирослав Глінка був гравцем «Дукла» (Тренчин), його двоюрідний брат чеський хокеїст Ярослав Глінка. У Мирослава син Міхал та донька Ванесса. У неділю 14 вересня 2014 скоїв самогубство.